# Rezerwat Koriacki
Rezerwat Koriacki (ros. Государственный природный заповедник «Корякский») – ścisły rezerwat przyrody (zapowiednik) w Kraju Kamczackim w Rosji. Znajduje się w rejonach olutorskim i penżyńskim. Jego obszar wynosi 3271,56 km² (w tym wody morskie 830 km²), a strefa ochronna 6760,62 km²). Rezerwat został utworzony dekretem rządu Federacji Rosyjskiej z dnia 26 grudnia 1995 roku. Jeszcze przed utworzeniem rezerwatu, w 1994 roku, terytorium na którym znajduje się największa część rezerwatu (Parapolskij doł) zostało wpisane na listę konwencji ramsarskiej. Rezerwat posiada wspólną dyrekcję z Kronockim Rezerwatem Biosfery i Rezerwatem przyrody „Jużno-Kamczatskim”, która znajduje się w miejscowości Jelizowo.

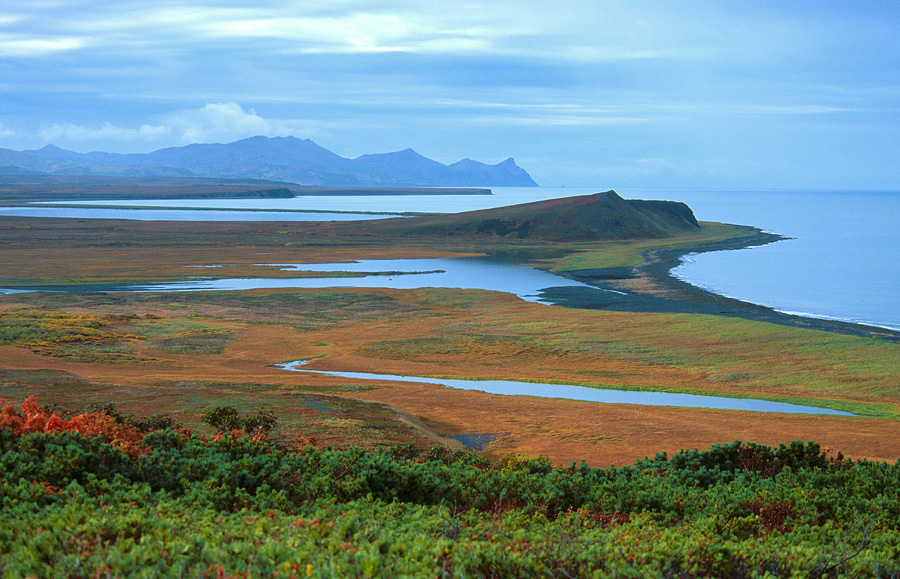
Półwysep Gowiena

## Opis
Rezerwat znajduje się na północy Kamczatki i składa się z trzech części. Dwie pierwsze z nich są na Półwyspie Gowiena w Górach Koriackich (Pyłginskij chriebiet) i mają wspólną strefę ochroną. Trzecia znajduje się na nizinie Parapolskij doł. Są to:
- „Przylądek Gowiena”. Przylądek wraz z przyległym obszarem morskim (Zatoka Olutorska i Zatoka Korfska). Charakteryzuje się stromymi i skalistymi zboczami pasma Pyłginskij chriebiet na wybrzeżu.
- „Zatoka Ławrowska”. Wybrzeże nad zatoką, górzyste i strome. Jest poprzecinane kilkoma mniejszymi zatokami.
- „Parapolskij doł”. Największa część rezerwatu. Jest to rozległa, bagnista nizina poprzecinana szerokimi dolinami rzek. Największą rzeką jest Tałowka. Rzeźba terenu jest łagodnie pagórkowata. Znajduje się tu około 10 000 jezior, z których największe jest Jezioro Tałowskie o powierzchni 43,8 km². Ta część rezerwatu jest wpisana na listę konwencji ramsarskiej, a w 2004 roku została zakwalifikowana przez BirdLife International jako ostoja ptaków IBA[7][8][9][10][11].

Klimat jest kontynentalny. Temperatura lutego wynosi około -18 °C (minimalna zanotowana to -55 °C). Średnia temperatura w lipcu wynosi +12 °С.

## Flora
Roślinność rezerwatu jest typowa dla lasotundry. Występuje też tundra krzewinkowa i lasy wzdłuż dolin rzecznych. W górzystych częściach rezerwatu (na Półwyspie Gowiena) – łąki subalpejskie i piętro alpejskie. Drzewa w rezerwacie reprezentuje tylko topola wonna i brzoza Ermana. Rosną na dolnym tarasie dużych rzek.

## Fauna
Najliczniejszymi ssakami drapieżnymi w rezerwacie są niedźwiedź kamczacki i lis rudy. Mniej liczny jest wilk syberyjski, lis polarny, ryś euroazjatycki i ryś z gatunku lynx wrangeli. Spośród małych drapieżników najliczniejszym gatunkiem jest gronostaj euroazjatycki, rzadko spotyka się łasicę syberyjską, wydrę europejską, sobola tajgowego, rosomaka tundrowego. Spośród parzystokopytnych żyje tu owca śnieżna z gatunku Ovis nivicola koriakorum i łoś wschodniosyberyjski. Na Przylądku Gowiena znajduje się kolonia uchatków grzywiastych, licząca od 300 do 2,5 tys. osobników, a także kolonia morsów arktycznych.
Parapolskij doł zamieszkuje 21 gatunków blaszkodziobych, z których 15 gniazduje. Łączna ich liczba to 100–120 tysięcy osobników. W rezerwacie gnieździ się 14 gatunków brodzących, z których najliczniejsze to łęczak, biegus zmienny, płatkonóg szydłodzioby. Na skalistych wybrzeżach Półwyspu Gowiena znajduje się około 30 kolonii ptaków morskich o łącznej liczbie ponad 12 tysięcy par.
Jeziora i rzeki zamieszkuje około 20 gatunków ryb. Są to m.in. szczupak pospolity, lipień z gatunku Thymallus mertensii, keta, gorbusza i nerka.